# Эпине-Шамплатрё
Эпине-Шамплатрё (фр. Épinay-Champlâtreux) — муниципалитет во Франции, в регионе Иль-де-Франс, департамент Валь-д'Уаз. Население — 75 человек (1999). Муниципалитет расположен на расстоянии около 26 км севернее Парижа, 27 км восточнее Сержи.

## Демография
Динамика населения (Cassini и INSEE):